# Erwin Schöpf

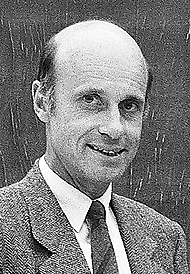
Erwin Schöpf (1987)

Erwin Johannes Schöpf (* 18. Oktober 1936 in Darmstadt; † 17. Juni 2018) war ein deutscher Mediziner. 

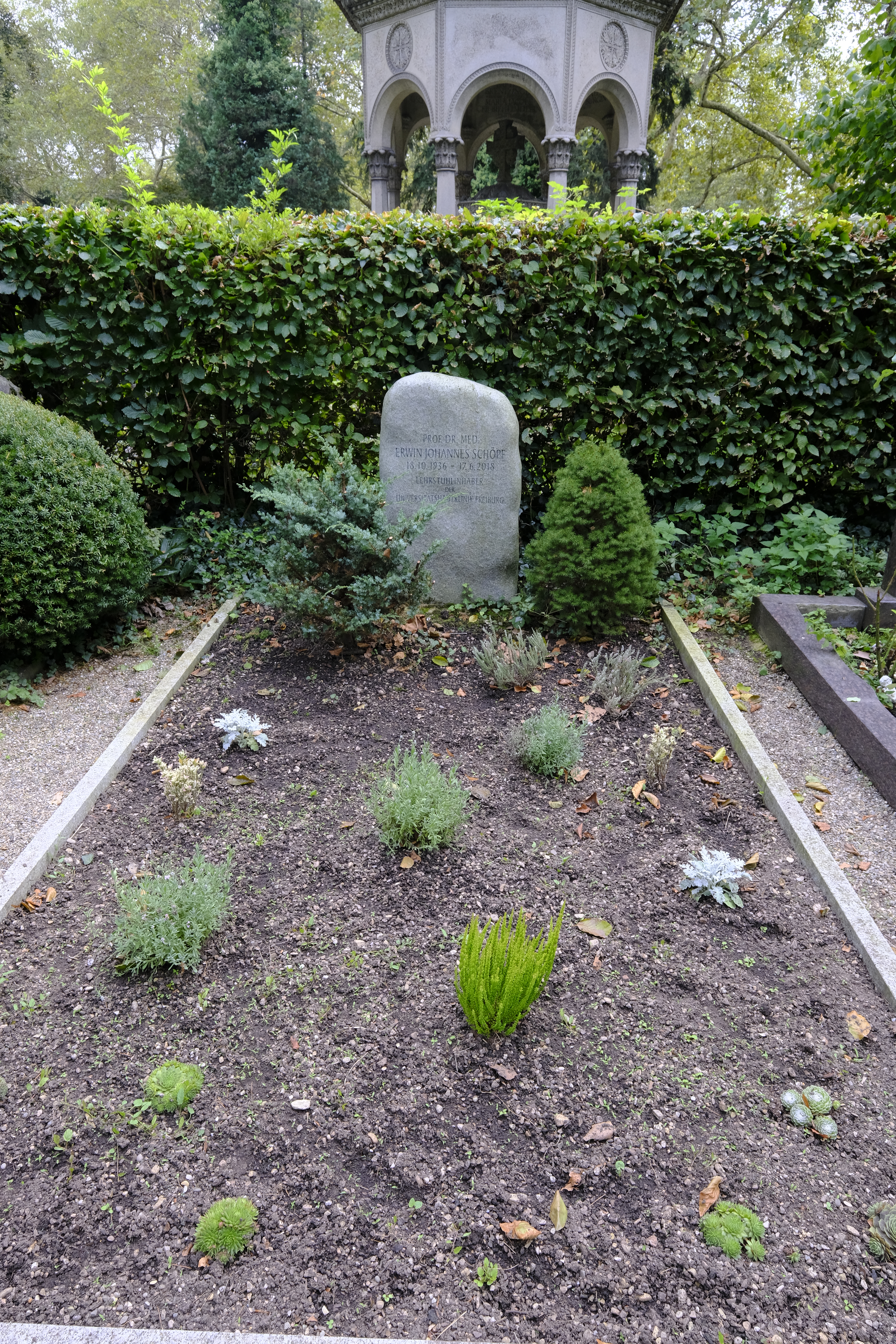
Grabstätte auf dem Hauptfriedhof Freiburg

Erwin Schöpf, Sohn des Chemikers Clemens Schöpf, studierte Medizin in Freiburg und Wien. Er war Facharzt für Hauterkrankungen und Allergologe. Seit 1970 war er Professor, später Ordinarius für Dermatologie und Venerologie an der Albert-Ludwigs-Universität Freiburg und seit 1978 in Nachfolge von Karl Wilhelm Kalkoff Leiter der Universitätshautklinik Freiburg im Breisgau. Er war zeitweise Pro-Rektor der Universität Freiburg. 
Er war Präsident sowie Ehrenmitglied der Deutschen Dermatologischen Gesellschaft sowie seit 1996 Mitglied der Deutschen Akademie der Naturforscher Leopoldina. Schöpf war 2014 erster Träger der Braun-Falco-Medaille.